# Abigail Thompson
Abigail Un. Thompson (nacida en 1958, en Norwalk, Connecticut) es una matemática estadounidense. Trabaja como profesora de matemática en la Universidad de California Davis, donde  es especialista en teoría de nudos y topología bajo dimensional.
Thompson se graduó por la Universidad de Wellesley en 1979, y se doctoró en 1986 por la Universidad Rutgers, codirigida por Martin Scharlemann y Julius L. Shaneson. Tras su paso como visitante por la Universidad Hebrea de Jerusalén y la Universidad de Berkeley, entró en la facultad UC Davis en 1988.
Thompson ganó en el 2003 el Premio Ruth Lyttle Satter de Matemáticas por su investigación qu extendía el concepto de David Gabai de posición delgada de nudos a 3-colectores y descomposiciones de Heegaard. En 2012 fue uno de los socios fundadores de la American Mathematical Society.
Thompson ha sido también activista para la reforma de la enseñanza de la matemática en primaria y media. Atacó públicamente el currículum base Mathland, en uso desde mediados de los 90, cuando el mayor de sus tres hijos comenzó a estudiar matemática en la escuela, manteniendo que proporcionaba unos fundamentos inadecuados en habilidades matemáticas básicas, ya que no dejaba ninguna oportunidad al trabajo independiente, y estar basado en materiales pobremente escritos. Como alternativa desarrolló un programa en la UC Davis para mejorar el conocimiento en matemática del profesor, y llegó a dirigir la California State Summer School for Mathematics and Science, un campamento de verano de un mes especializado en matemáiicas para alumnos de instituto.
- Scharlemann, Martin; Thompson, Abigail (1994), «Thin position for 3-manifolds», Geometric topology (Haifa, 1992), Contemp. Math. 164, Am. Math. Soc., Providence, RI, pp. 231-238, doi:10.1090/conm/164/01596..
- Scharlemann, Martin; Thompson, Abigail (1994), «Thin position and Heegaard splittings of the 3-sphere», Journal of Differential Geometry 39 (2): 343-357..
- Thompson, Abigail (1994), «Thin position and the recognition problem for S3», Mathematical Research Letters 1 (5): 613-630, doi:10.4310/MRL.1994.v1.n5.a9..
- Thompson, Abigail (1997), «Thin position and bridge number for knots in the 3-sphere», Topology 36 (2): 505-507, doi:10.1016/0040-9383(96)00010-9..

- Adams, Colin; Hass, Joel; Thompson, Abigail (1998), How to Ace Calculus: The Streetwise Guide, New York: W.H. Freeman and Company, ISBN 0-7167-3160-6..[6]
- Adams, Colin; Hass, Joel; Thompson, Abigail (2001), How to Ace the Rest of Calculus: The Streetwise Guide, New York: W.H. Freeman and Company, ISBN 0-7167-4174-1..[7]